# Contrie du Rocher

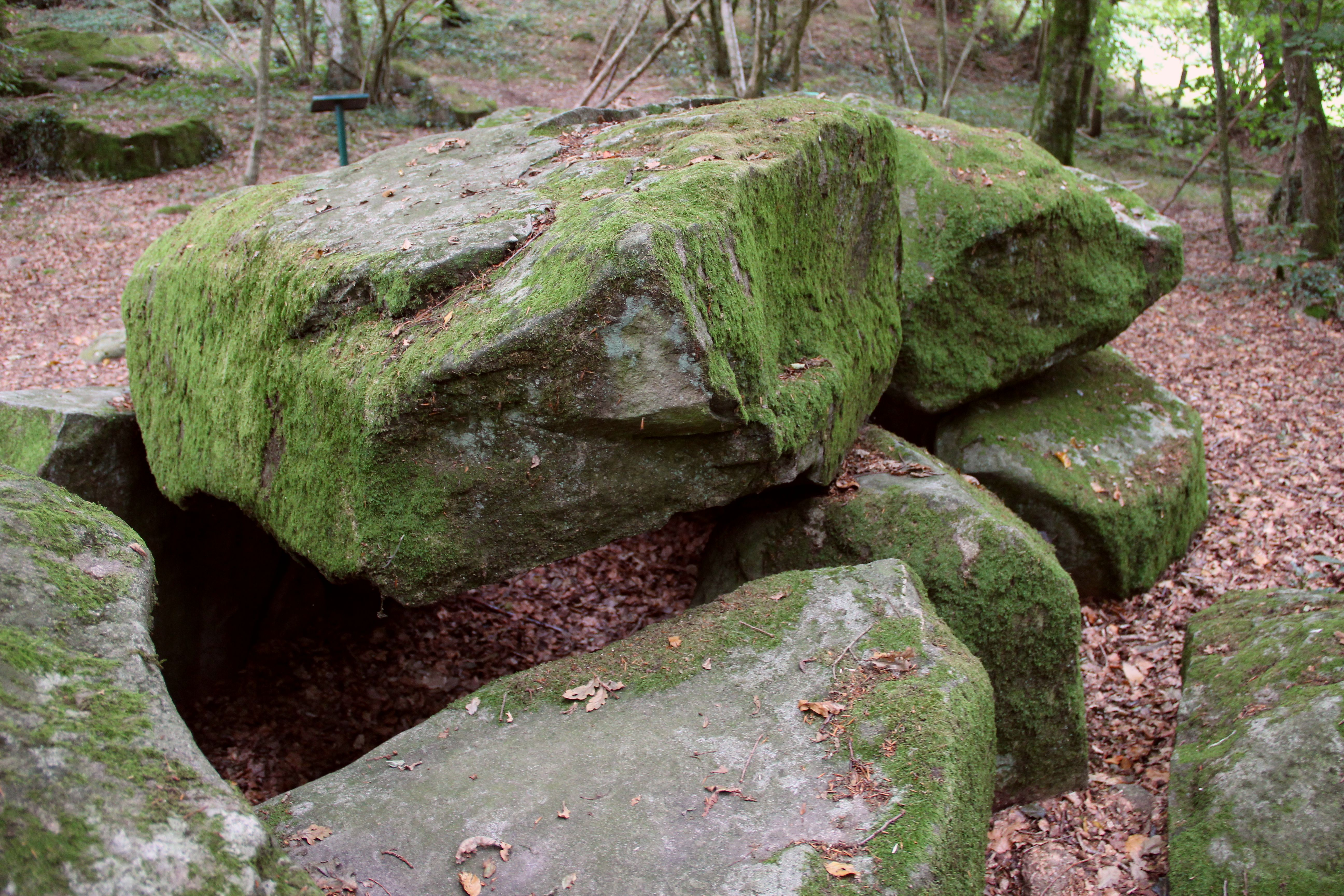
Contrie du Rocher

Das Galeriegrab Contrie du Rocher (früher auch Le Caveau du Diable – (deutsch „Gruft des Teufels“) genannt) liegt in einem Bachtal in einem Wald beim Weiler La Leusserie, nördlich von Ernée im Département Mayenne in Frankreich.
Die kleine Allée couverte ist mit etwa 1,0 m Höhe niedrig und mit 1,5 m Breite schmal. Die Reste der etwa 6,0 m langen Hauptkammer bestehen aus sechs Tragsteinpaaren und drei großen Decksteinen. Es gibt Hinweise darauf, dass die ursprüngliche Länge der Struktur etwa 10,0 Meter betrug. Der Zugang scheint am ziemlich zerstörten nordöstlichen Ende gelegen zu haben. Einige Steine sind grobe, massive Dioritblöcke. Es gibt viele verstreute große Steine in der Nähe.
In der Nähe befinden sich der über 2,0 m hohe der Menhir de la Broussardière und die kleine Allée couverte de la Tardivière.

Contrie du Rocher
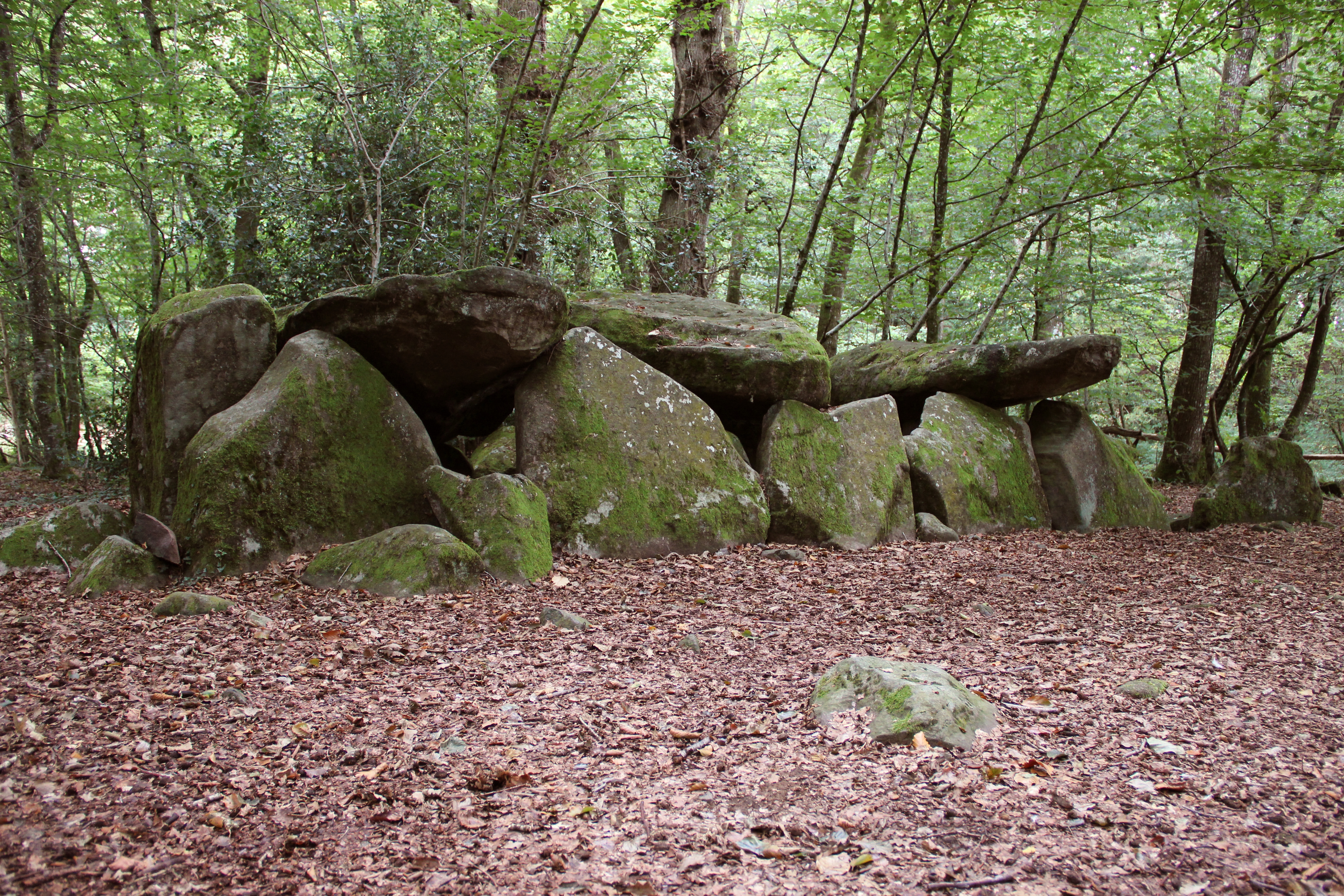
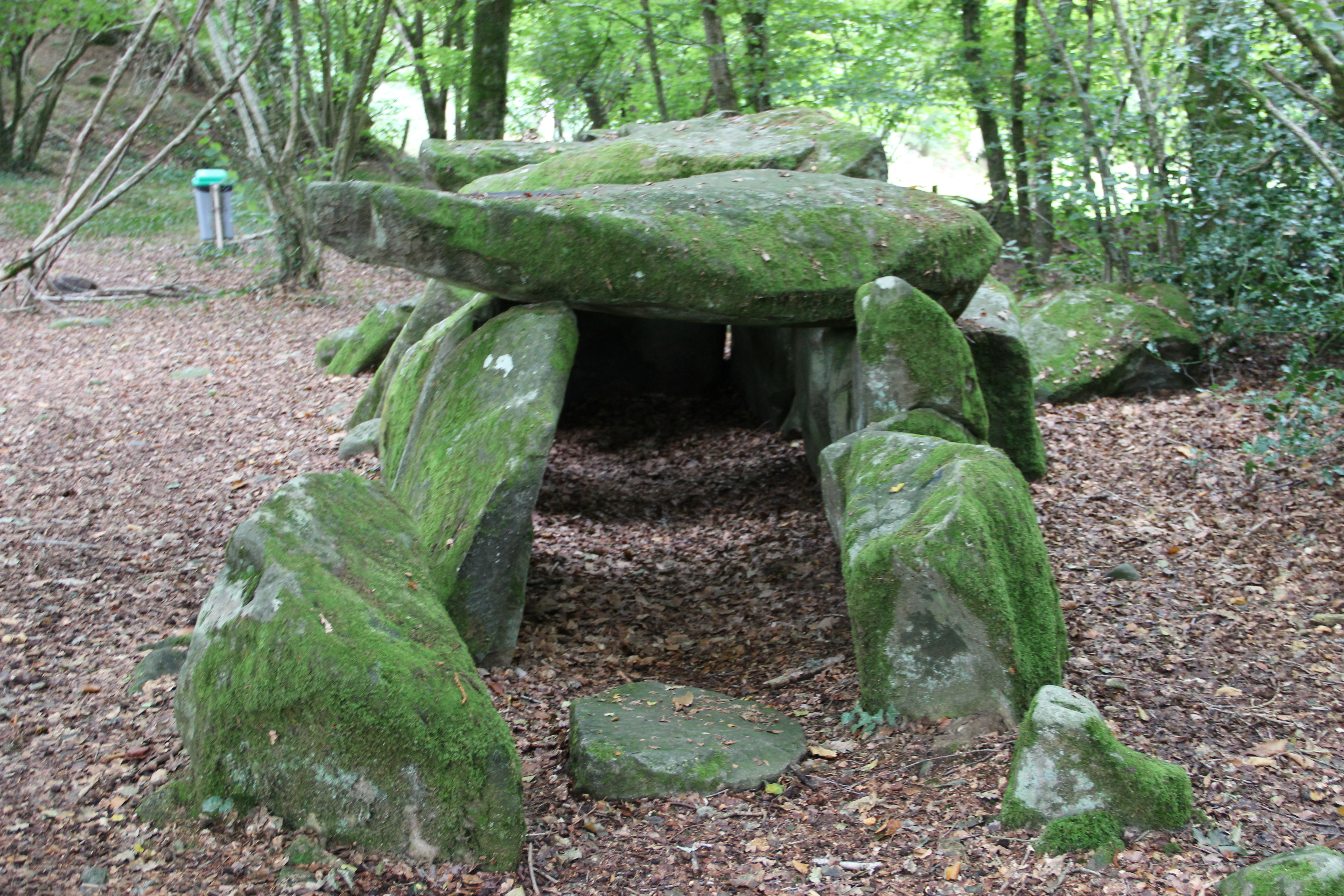
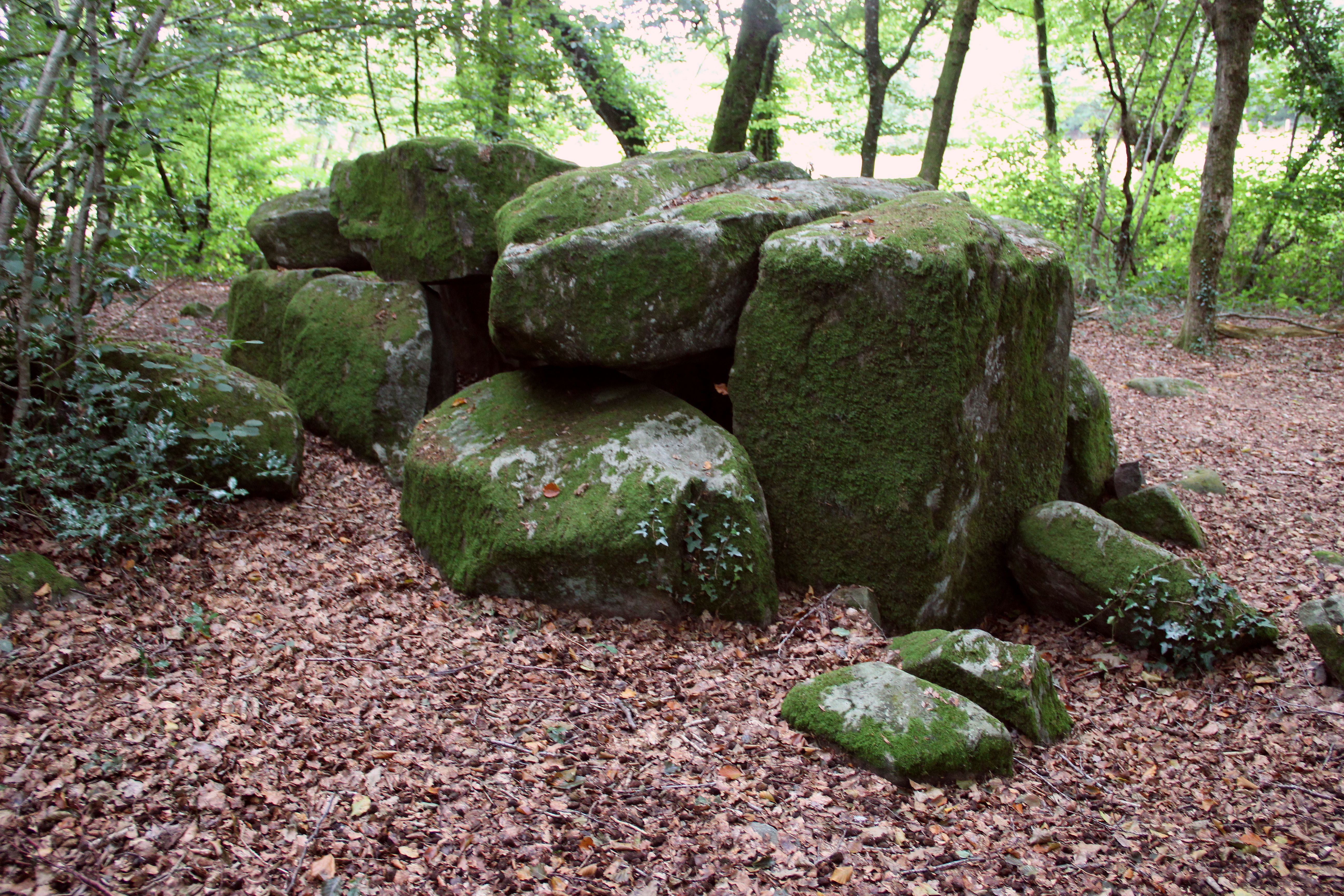
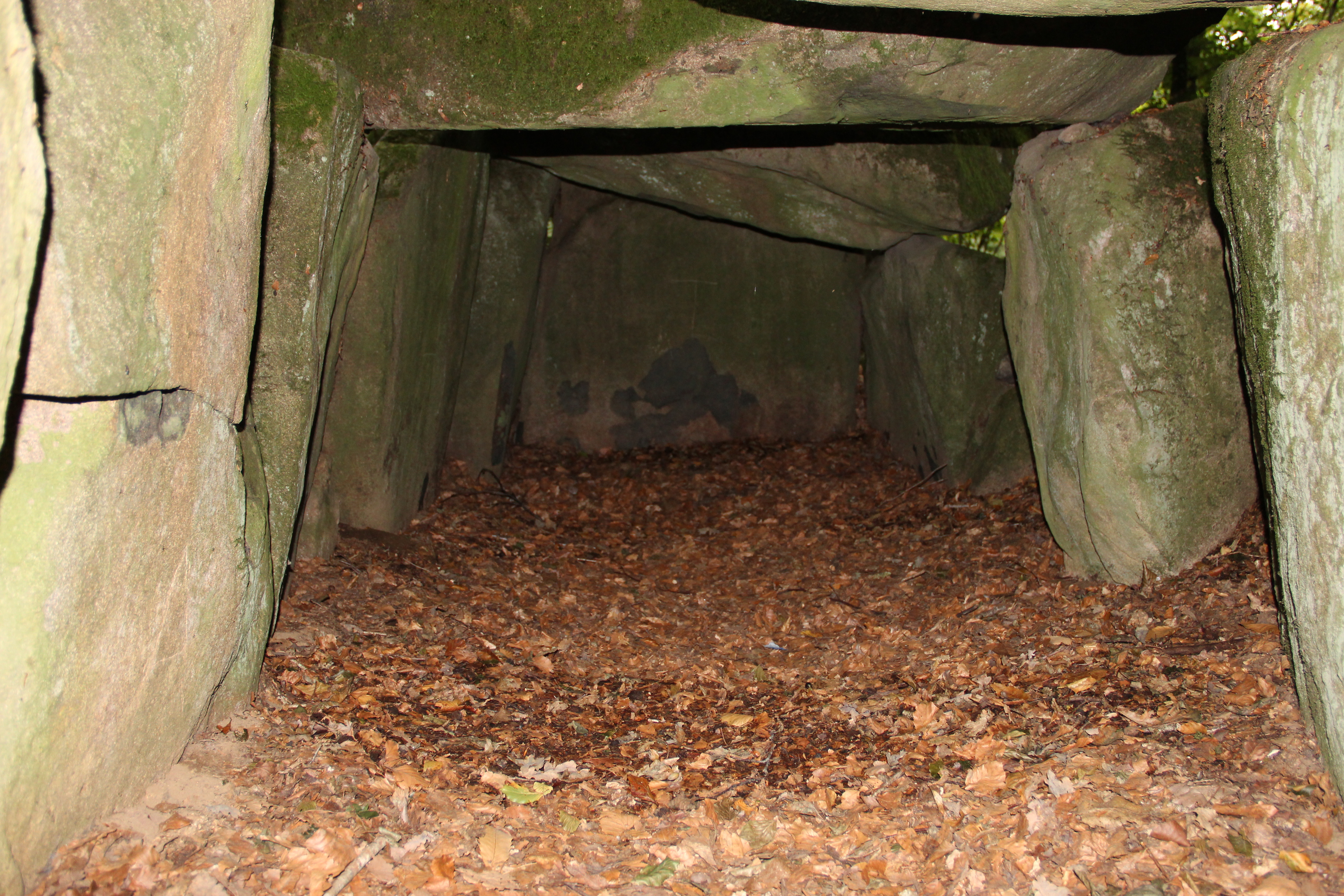